# 太子禄
太子禄（？—前529年），春秋时期楚国的公子，楚灵王的太子。前529年，公子比、公子黑肱、公子弃疾发兵反对楚灵王，公子弃疾派须务牟与史卑先进入郢都，通过正仆人杀死了太子禄及公子罢敌。
楚灵王闻讯，悲痛不已，摔倒在车下，不久在申亥家中自縊。